# Аврас
Авра́с (хак. Обрас кӧлi — «озеро Обраса») — слабоминерализированное озеро правобережной поймы среднего течения реки Колекджул в Ширинском районе Республики Хакасия. Располагается на севере территории Ширинского сельсовета в 2 км восточнее аала Малый Кобежиков. Является частью группы Ширинских озёр.
Озеро Аврас находится в Чулымо-Енисейской котловине на высоте 513,4 м над уровнем моря.
Площадь водной поверхности составляет 43,5 га. Протяжённость береговой линии — 3,4 км. Сток из озера идёт на запад по протоке в Колекджул (бассейн Белого Июса).
Используется в рекреационных и хозяйственно-бытовых целях.